# Paul Stastny
Paul Stastny (ur. 27 grudnia 1985 w Quebecu, Ontario) – amerykański hokeista pochodzenia słowackiego urodzony w Kanadzie. Reprezentant USA, olimpijczyk.

## Życie prywatne
Syn Dariny i Petera Šťastný’ego, słowackiego hokeisty, który w 1980 wyjechał do Kanady i od 1980 grał w klubie Quebec Nordiques. Ma dwie siostry i brata Yana (ur. 1982), który także jest hokeistą.

## Kariera klubowa
- River City Lancers (2002–2004)
- Univ. of Denver (2004–2006)
- Colorado Avalanche (2006-2014)
  -  EHC Red Bull Monachium (2012−2013)
- St. Louis Blues (2014–2018)
- Winnipeg Jets (2018)
- Vegas Golden Knights (2018-2020)
- Winnipeg Jets (2020-2023)
- Carolina Hurricanes (2022-2023)

Występował w ligach juniorskich USHL, NCAA. W drafcie NHL z 2005 został wybrany przez Colorado Avalanche. Zawodnikiem tego klubu jest od 2006. W listopadzie 2008 przedłużył kontrakt z klubem o pięć lat. Od listopada 2012 do stycznia 2013 w okresie lokautu w sezonie NHL (2012/2013) związany kontraktem z niemieckim klubem EHC Red Bull Monachium w rozgrywkach Deutsche Eishockey Liga. Od lipca 2014 zawodnik St. Louis Blues związany czteroletnim kontraktem. Pod koniec lutego 2018 został zawodnikiem Winnipeg Jets. Od lipca 2018 zawodnik Vegas Golden Knights, związany trzyletnim kontraktem. W październiku 2020 przeszedł ponownie do Winnipeg Jets. Od sierpnia 2022 przez rok był zawodnikiem. W październiku 2023 ogłosił zakończenie kariery.

## Kariera reprezentacyjna
W barwach USA uczestniczył w turniejach mistrzostw świata w 2007, 2012, 2013 (kapitan) oraz zimowych igrzysk olimpijskich 2010, 2014.

## Sukcesy
Reprezentacyjne
- Srebrny medal zimowych igrzysk olimpijskich: 2010
- Brązowy medal mistrzostw świata: 2013

Klubowe
- Mistrzostwo NCAA: 2005
- Mistrzostwo NCAA (WCHA): 2005

Indywidualne
- Sezon USHL 2003/2004:
  - Pierwsze miejsce w klasyfikacji asystentów: 47 asyst
- Sezon NCAA 2004/2005:
  - Skład gwiazd pierwszoroczniaków
  - Najlepszy pierwszoroczniak sezonu
- Sezon NCAA 2005/2006:
  - Pierwszy skład gwiazd
  - Skład gwiazd Amerykanów
- Sezon NHL (2006/2007):
  - NHL All-Rookie Team
- Sezon NHL (2007/2008):
  - NHL All-Star-Game
- Sezon NHL (2010/2011):
  - NHL All-Star-Game
- Mistrzostwa Świata w Hokeju na Lodzie 2012/Elita:
  - Jeden z trzech najlepszych zawodników reprezentacji
- Mistrzostwa Świata w Hokeju na Lodzie 2013/Elita:
  - Czwarte miejsce w klasyfikacji strzelców turnieju: 7 goli
  - Drugie miejsce w klasyfikacji asystentów turnieju: 8 asyst
  - Drugie miejsce w klasyfikacji kanadyjskiej turnieju: 15 punktów
  - Skład gwiazd turnieju[10]
  - Jeden trzech najlepszych zawodników reprezentacji[11]